# Mikael Thuresson
Mikael Thuresson, född 12 augusti 1980, är en svensk före detta fotbollsspelare.
Han är främst känd för att ha representerat Gefle IF i Superettan och Allsvenskan. Han spelade 40 seriematcher för Gefle mellan 2003 och 2006. Hösten 2006 var Thuresson utlånad till Degerfors IF. Under 2007 återvände han till sin tidigare klubb Hudiksvalls ABK.